# Dosrius
Dosrius – gmina w Hiszpanii, w prowincji Barcelona, w Katalonii, o powierzchni 40,78 km². W 2011 roku gmina liczyła 5176 mieszkańców.